# Катарта червоноголова
Катарта червоноголова (Cathartes aura) — вид птахів-падальників родини катартових (Cathartidae).

## Поширення
Країни розповсюдження:
Аргентина, Аруба, Багамські острови, Беліз, Болівія, Бразилія, Венесуела, Гаяна, Гаїті, Гватемала, Гондурас, Домініканська Республіка, Еквадор, Кайманові острови, Канада, Колумбія, Коста-Рика, Куба, Мексика, Нікарагуа, Острови Теркс і Кайкос, Панама, Парагвай, Перу, Південна Джорджія та Південні Сандвічеві острови, Пуерто-Рико, Сальвадор, Сполучені Штати Америки, Суринам, Тринідад і Тобаго, Уругвай, Фолклендські острови, Французька Гвіана, Чилі, Ямайка.
Катарти зустрічаються як на відкритих просторах, так і в лісах, у пустелях. У горах вони живуть до висот 4300 метрів.

## Зовнішні дані
Довжина: 64–81 см. Вага від 850 до 2000 грамів. Розмах крил від 1,80 до 2 метрів. Хвіст від 22 до 29 см у довжину. Постать струнка. Самці досягають такого ж розміру, як самиці. З яскравою, рожево-червоною головою, яка сильно контрастує з білуватим дзьобом, буро-чорним оперенням і двометровим розмахом крил, Cathartes aura є цілком особливим хижим птахом. Голова майже повністю лиса, за винятком рідкої чорної щетини і, часто, ряду білястих бородавок. Молоді птахи спочатку мають темно-сіру шкіру на голові, вкриту тонким шаром короткого пухнастого пір'я.

## Біологія птаха
Активний протягом дня. Cathartes aura харчується майже виключно падлом і, на відміну від більшості птахів, має високорозвинений нюх, який допомагає знайти туші, навіть під покривом рослинності. Ця здатність дозволяє їм першими добратись до туші і поживитись до приходу більших хижих птахів. Як наслідок її раціону з гниючого м'яса, у катарти виробилася напрочуд висока нечутливість до мікробних токсинів, завдяки чому птах відіграє важливу екологічну роль в утилізації туш, попереджуючи поширення хвороб. На відміну від деяких більших хижаків, катарта дуже рідко вбиває, хіба що хворих або поранених тварин, пташенят і дрібну живність.

## Життєвий цикл
Сезон розмноження залежить від місця розташування. Популяції в помірних частинах Північної Америки відкладають яйця в травні-червні, в той час як у Центральній Америці — між лютим і квітнем. Поведінка розмноження в тропічних частинах Південної Америки менш відома, хоча яйцекладка була записана в період з серпня по січень у Чилі. Самиці зазвичай відкладають два яйця, рідше три. Яйця кремового кольору, з коричневими плямами навколо тупого кінця. Обоє батьків насиджують яйця. Після 38–41 днів інкубації яєць пташенята вилуплюються, і ще 70–80 днів триває до оперення. Пташенята безпорадні при народженні. Дорослі носять їжу пташенятам і доглядають за ними протягом 10–11 тижнів. Сімейні групи залишаються разом до осені. Найстарішому дикому зловленому птаху було 16 років, у неволі тривалість життя більше ніж 30 років.